# Züriputsch
De Züriputsch was een staatsgreep van conservatieve, rurale krachten uit het kanton Zürich op 6 september 1839 tegen de liberale stedelijke regering van de stad Zürich.

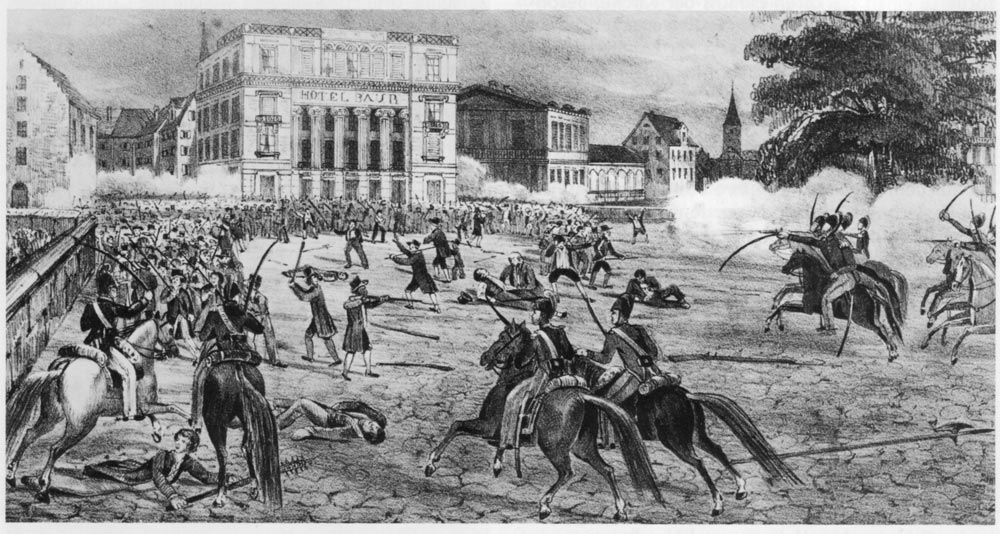
Gevecht op de Paradeplatz (Lithografie, Zentralbibliothek Zürich)

## Voorgeschiedenis
In 1830 kwamen de liberalen in het kanton Zürich aan de macht. Zij stelden een liberale grondwet op, gebaseerd op godsdienstvrijheid, volkssoevereiniteit, persvrijheid, secularisering etc. Zürich werd een van zeven democratische kantons van Zwitserland en sloot samen met de andere democratische kantons het Siebnerkonkordat (een vriendschaps- en samenwerkingsverdrag). De macht over het kanton bleef echter in handen van de stad Zürich te liggen. De inbreng van het platteland bleef bijzonder gering. In 1832 sloot een deel der liberalen, de radicalen, een verbond met de politieke vertegenwoordigers van het platteland. Hierdoor kreeg ook het platteland zijn inbreng en besloot de regering van het kanton de afbraak van de vestingwerken rondom de stad Zürich, om zo symbolisch aan te tonen dat de scheiding tussen platteland en stad was opgeheven. De radicalen werden aangevoerd door Friedrich Ludwig Keller en Conrad Melchior Hirzel.
In 1833 werd de Universiteit Zürich opgericht en in dat jaar begon men aan de secularisatie van het onderwijs. Voortaan werd het onderwijs niet meer gegeven door predikanten maar door leerkrachten opgeleid aan de nieuwe kweekschool te Küsnacht. De overheid wilde echter ook de (gereformeerde) kerk in Zürich vernieuwen. De Grote Raad (parlement) benoemde op de Duitse vernieuwingstheoloog David Friedrich Strauss die met zijn boek Das Leben Jesu ("Het Leven van Jezus") veel stof had doen opwaaien in Duitsland, tot hoogleraar in de theologie aan de Universiteit Zürich. In het gehele kanton kwam men in protest tegen deze benoeming, waarop de regering Strauss weer ontsloeg. Burgemeester Hirzel van Zürich en de regering van kanton en de stad Zürich meenden dat de rust nu weer weder zou keren.
De oppositie begon echter een campagne tegen de radicale regering. De over het algemeen conservatieve plattelandsbevolking werd min of meer opgehitst tegen de regering. In het voorjaar werd er een Geloofscomité opgericht waarin onthutste burgers zitting hadden die meenden dat het geloof (d.i. het gereformeerd christendom) gevaar liep. Het comité nam de vorm aan van een tegenregering die een staatsgreep voorbereidde.
Vlak voordat de coupplegers in actie wilden komen, hoorde men dat er troepen uit Bern in aantocht waren om de radicaal-liberale regering van Zürich te verdedigen¹. Toen de coupplegers en de plattelanders dit hoorden, ging het verhaal in omloop dat de Berner troepen het "ware geloof" zouden vernietigen.

## De putsch
Op 5 september 1839 liet dominee Bernhard Hirzel van Pfäffikon - die overigens bekendstond als een relatief liberaal theoloog - de klokken van zijn kerk luidden en riep hij de bevolking op om in opstand te komen. Onder de door de dominee gebruikte slogan: "Wie een goede christen is, voorwaarts!" trokken zo'n 2000 bewapende opstandelingen in de richting van de stad Zürich. Op 6 september trokken de opstandelingen Zürich binnen en boden een petitie aan. Pogingen van bemiddelaars om de opstandelingen te bewegen zich terug te trekken liepen op niets uit. De regering van Zürich verschanste zich hierna in het postkantoor en liet de omgeving barricaderen. Toen de opstandelingen hierop verder de stad binnentrokken begonnen de regeringstroepen op de opstandelingen te schieten en er ontstond een vuurgevecht tussen de soldaten en pütschisten. De krijgshandelingen vonden plaats in de steegjes tussen de Paradeplatz en Fraumünster. Regeringsraad Johannes Hegetschweiler, een vermaard botanicus, stierf door een kogel, toen hij op weg was de capitulatie van de regering te overhandigen.

## Nasleep
Na de putsch nam kolonel Eduard Ziegler, de president van de stad Zürich, de regering van het kanton over. In de nieuwe regering zaten vier liberalen en drie conservatieven. Onder hen was ook de leider van de oppositie, Hans Jakob Hürlimann-Landis. De andere kantons van het Siebnerkonkordat zagen echter niets in de nieuwe regering en dreigden deze gewapenderhand omver te werpen. De Tagsatzung (voorloper van de Bondsraad) van Zwitserland adviseerde de Zürcher regering om af te treden en nieuwe verkiezingen uit te schrijven. Deze verkiezingen, nog in september 1839 gehouden, werden gewonnen door de conservatieve en gematigde liberalen. De nieuwgekozen Grote Raad koos daarop een conservatieve Staatsraad (regering) voor het kanton. De conservatieve regering hield tot 1845 stand, toen de radicale-liberalen opnieuw aan de macht kwamen.

## De termputsch
De term putsch is afkomstig uit het Zürich Duits en betekent eigenlijk harde knal/klap, slag e.d. Gottfried Keller verpolitiseerde de term en in de periode na de Züriputsch werd de term overgenomen door Duitse kranten waarin men de coup in Zürich de Züriputsch noemde. Sindsdien heeft de term ook zijn intrede in het standaard Duits gedaan.